# Santa Domenica Vittoria
Santa Domenica Vittoria település Olaszországban, Szicília régióban, Messina megyében. Lakosainak száma 852 fő (2023. január 1.). Santa Domenica Vittoria Montalbano Elicona, Roccella Valdemone, Floresta, Randazzo és Floresta községekkel határos.

## Népesség
A település lakossága az elmúlt években az alábbi módon változott:
| Lakosok száma | 974  | 949  | 852  |
|               | 2017 | 2018 | 2023 |